# Banguey
Isla Banggi (en malayo: Pulau Banggi) es una isla que se encuentra en el mar de Sulú, situada dentro de la División Kudat del estado de Sabah en Malasia. Con una superficie de 440,7 kilómetros cuadrados es la isla más grande de Malasia siendo seguida por Isla Bruit, la isla de Langkawi y la isla Penang. Se encuentra ubicada en la costa norte de Sabah, cerca de la bahía de Marudu. La elevación más alta de la isla es una montaña con una altura de 529 metros. En el año 2003 tiene una población estimada de 20.000. La ciudad más grande de la isla es Limbuak.